# عملية الولاعة
عملية الولاعة هي عبارة عن سلسلة من 14 تجربة نووية أجرتها الولايات المتحدة بين عامي 1979-1980 في موقع اختبار نيفادا. سبقت هذه الاختبارات سلسلة عملية الفضة السريعة وتلتها سلسلة عملية الحارس.